# Chrystyna Stuj
Chrystyna Stuj (in ucraino Христина Стуй?; Ivano-Frankivs'k, 3 febbraio 1988) è una velocista ucraina.
Ha preso parte ai Giochi olimpici di Londra 2012 dove ha ottenuto il suo record personale nei 200 metri piani (22"66), grazie al quale è riuscita ad arrivare in semifinale. Tuttavia, il successivo tempo di 22"76 non le ha permesso di approdare in finale.

## Progressione

### 100 metri piani
| Stagione | Risultato | Luogo    | Data      | Rank. Mond. |
| -------- | --------- | -------- | --------- | ----------- |
| 2011     | 11"34     | Shenzhen | 17-8-2011 |             |
| 2010     | 11"32     | Mosca    | 29-6-2010 |             |
| 2009     | 11"42     | Jalta    | 3-6-2009  |             |
| 2008     | 11"41     | Kiev     | 17-6-2008 |             |

### 60 metri piani indoor
| Stagione | Risultato | Luogo      | Data      | Rank. Mond. |
| -------- | --------- | ---------- | --------- | ----------- |
| 2011     | 7"21      | Parigi     | 6-3-2011  |             |
| 2010     | 7"36      | Zaporižžja | 30-1-2010 |             |
| 2008     | 7"36      | Sumy       | 22-2-2008 |             |

## Palmarès
| Anno | Manifestazione   | Sede       | Evento      | Risultato  | Prestazione | Note                                     |
| ---- | ---------------- | ---------- | ----------- | ---------- | ----------- | ---------------------------------------- |
| 2009 | Europei under 23 | Kaunas     | 4×100 m     | 8ª         | 54"69       |                                          |
| 2009 | Mondiali         | Berlino    | 4×100 m     | Batteria   | 43"77       |                                          |
| 2011 | Europei indoor   | Parigi     | 60 m piani  | 5ª         | 7"21        | Miglior prestazione personale            |
| 2011 | Universiade      | Shenzhen   | 100 m piani | Argento    | 11"34       | Miglior prestazione personale            |
| 2011 | Universiade      | Shenzhen   | 4×100 m     | Oro        | 43"33       |                                          |
| 2011 | Mondiali         | Taegu      | 200 m piani | 7ª         | 23"02       |                                          |
| 2011 | Mondiali         | Taegu      | 4×100 m     | Bronzo     | 42"51       | Miglior prestazione personale stagionale |
| 2012 | Europei          | Helsinki   | 200 m piani | Argento    | 23"17       |                                          |
| 2012 | Giochi olimpici  | Londra     | 200 m piani | Semifinale | 22"76       |                                          |
| 2012 | Giochi olimpici  | Londra     | 4×100 m     | Bronzo     | 42"04       | Record nazionale                         |
| 2013 | Mondiali         | Mosca      | 200 m piani | Semifinale | 22"98       |                                          |
| 2014 | Europei          | Zurigo     | 4×400 m     | Argento    | 3'24"32     |                                          |
| 2018 | Mondiali indoor  | Birmingham | 60 m piani  | Batteria   | 7"34        |                                          |
| 2018 | Europei          | Berlino    | 100 m piani | Batteria   | 42"66       |                                          |
| 2019 | World Relays     | Yokohama   | 4×100 m     | Batteria   | 44"55       |                                          |